# Howard McNear
Howard McNear (Los Angeles, 27 gennaio 1905 – San Fernando Valley, 3 gennaio 1969) è stato un attore statunitense.
Recitò dal 1953 al 1966 in una trentina di film e dal 1952 al 1967 in oltre 70 produzioni televisive.

## Biografia
Howard McNear nacque a Los Angeles, in California, il 27 gennaio 1905. Negli anni trenta cominciò a lavorare alla radio in alcuni radiodrammi. Dopo aver partecipato alla seconda guerra mondiale con l'esercito statunitense, riprese la carriera come attore caratterista al cinema e alla televisione nei primi anni cinquanta. Per la televisione, in particolare, diede vita a numerosi personaggi per varie serie, tra cui Mr. Jansen in 7 episodi della serie The George Burns and Gracie Allen Show dal 1957 al 1958 (più altri tre episodi con altri ruoli), Floyd Lawson in 80 episodi della serie The Andy Griffith Show dal 1961 al 1967, e continuò a inanellare molte altre partecipazioni dagli anni cinquanta alla fine degli anni 60 in veste di guest star o di interprete di personaggi perlopiù minori in numerosi episodi. Prese parte anche a due episodi della serie classica di Ai confini della realtà nel 1962 e nel 1963.
La sua carriera cinematografica conta diverse presenze con varie interpretazioni tra cui quelle del dottor Dompierre in Anatomia di un omicidio del 1959 e di Mr. Pettibone in Baciami, stupido del 1964.
Per gli schermi televisivi la sua ultima interpretazione risale all'episodio The Leaning Tower of Ridgemont della serie televisiva Per favore non mangiate le margherite, trasmesso il 5 aprile 1966, in cui dà vita al personaggio di Arnold. Per ciò che concerne il suo curriculum cinematografico, l'ultima interpretazione risale al film del 1966 Non per soldi... ma per denaro in cui interpreta Cimoli.
Morì per un infarto nella San Fernando Valley il 3 gennaio 1969 e fu seppellito al Los Angeles National Cemetery.

## Filmografia

### Cinema
- L'assedio delle sette frecce (Escape from Fort Bravo), regia di John Sturges (1953)
- 12 metri d'amore (The Long, Long Trailer), regia di Vincente Minnelli (1953)
- Al di là del fiume (Drums Across the River), regia di Nathan Juran (1954)
- Autostop (You Can't Run Away from It), regia di Dick Powell (1956)
- Un turbine di gioia (Bundle of Joy), regia di Norman Taurog (1956)
- La gang della città dei divorzi (Affair in Reno), regia di R.G. Springsteen (1957)
- Il pollo pubblico n. 1 (Public Pigeon No. One), regia di Norman Z. McLeod (1957)
- Vietato rubare le stelle (The Fuzzy Pink Nightgown), regia di Norman Taurog (1957)
- Una strega in paradiso (Bell, Book and Candle), regia di Richard Quine (1958)
- Domani m'impiccheranno (Good Day for a Hanging), regia di Nathan Juran (1959)
- Anatomia di un omicidio (Anatomy of a Murder), regia di Otto Preminger (1959)
- Il grande circo (The Big Circus), regia di Joseph M. Newman (1959)
- Cominciò con un bacio (It Started with a Kiss), regia di George Marshall (1959)
- -30-, regia di Jack Webb (1959)
- Il diavolo in calzoncini rosa (Heller in Pink Tights), regia di George Cukor (1960)
- Mr. Digit and the Battle of Bubbling Brook, regia di Robert W. Larsen (1961)
- Faccia di bronzo (The Last Time I Saw Archie), regia di Jack Webb (1961)
- Viaggio in fondo al mare (Voyage to the Bottom of the Sea), regia di Irwin Allen (1961)
- Blue Hawaii, regia di Norman Taurog (1961)
- Il mattatore di Hollywood (The Errand Boy), regia di Jerry Lewis (1961)
- L'appartamento dello scapolo (Bachelor Flat), regia di Frank Tashlin (1962)
- Lo sceriffo scalzo (Follow That Dream), regia di Gordon Douglas (1962)
- Irma la dolce (Irma la Douce), regia di Billy Wilder (1963)
- Letti separati (The Wheeler Dealers), regia di Arthur Hiller (1963)
- L'idolo di Acapulco (Fun in Acapulco), regia di Richard Thorpe (1963)
- Baciami, stupido (Kiss Me, Stupid), regia di Billy Wilder (1964)
- Nodo scorsoio (My Blood Runs Cold), regia di William Conrad (1965)
- Love and Kisses, regia di Ozzie Nelson (1965)
- Non per soldi... ma per denaro (The Fortune Cookie), regia di Billy Wilder (1966)

### Televisione
- NBC Comics – serie TV (1950) (voce)
- Four Star Playhouse – serie TV, 3 episodi (1952-1955)
- The George Burns and Gracie Allen Show – serie TV, 10 episodi (1953-1958)
- Dragnet – serie TV, un episodio (1954)
- Topper – serie TV, episodio 2x03 (1954)
- The Millionaire – serie TV, 2 episodi (1955-1958)
- The Lineup – serie TV, 3 episodi (1955-1959)
- Schlitz Playhouse of Stars – serie TV, 3 episodi (1955-1959)
- Waterfront – serie TV, un episodio (1955)
- Willy – serie TV, 2 episodi (1955)
- The Brothers – serie TV, 2 episodi (1956-1957)
- December Bride – serie TV, 3 episodi (1956-1957)
- Gunsmoke – serie TV, 6 episodi (1956-1964)
- Chevron Hall of Stars – serie TV, un episodio (1956)
- It's a Great Life – serie TV, un episodio (1956)
- Screen Directors Playhouse – serie TV, episodi 1x20-1x31 (1956)
- Lassie – serie TV, un episodio (1956)
- Lucy ed io (I Love Lucy) – serie TV, un episodio (1956)
- Wire Service – serie TV, episodio 1x12 (1956)
- The People's Choice – serie TV, 2 episodi (1957-1958)
- General Electric Theater – serie TV, 4 episodi (1957-1961)
- Private Secretary – serie TV, un episodio (1957)
- Cavalcade of America – serie TV, un episodio (1957)
- The Adventures of Jim Bowie – serie TV, un episodio (1957)
- The Ford Television Theatre – serie TV, un episodio (1957)
- The George Sanders Mystery Theater – serie TV, un episodio (1957)
- Bachelor Father – serie TV, 2 episodi (1958-1959)
- The Ann Sothern Show – serie TV, 3 episodi (1958-1960)
- The Real McCoys – serie TV, 3 episodi (1958-1960)
- The Jack Benny Program – serie TV, 7 episodi (1958-1962)
- L'uomo ombra (The Thin Man) – serie TV, episodio 1x18 (1958)
- The Life of Riley – serie TV, un episodio (1958)
- Playhouse 90 – serie TV, un episodio (1958)
- Il carissimo Billy (Leave It to Beaver) – serie TV, un episodio (1958)
- Peter Gunn – serie TV, episodi 1x18-2x28-3x13 (1959-1960)
- The Donna Reed Show – serie TV, 2 episodi (1959)
- Il tenente Ballinger (M Squad) – serie TV, un episodio (1959)
- Alcoa Theatre – serie TV, un episodio (1959)
- The Adventures of Ozzie & Harriet – serie TV, un episodio (1959)
- Pony Express – serie TV, episodio 1x10 (1959)
- The Gale Storm Show: Oh! Susanna – serie TV, un episodio (1959)
- Alfred Hitchcock presenta (Alfred Hitchcock Presents) – serie TV, 2 episodi (1960-1961)
- Gli Antenati (The Flintstones) – serie TV, 3 episodi (1960-1962)
- Richard Diamond (Richard Diamond, Private Detective) – serie TV, un episodio (1960)
- Man with a Camera – serie TV, episodio 2x12 (1960)
- Goodyear Theatre – serie TV, episodio 3x16 (1960)
- Happy – serie TV, un episodio (1960)
- Tom, Dick and Harry, regia di Oscar Rudolph – film tv  (1960)
- Outlaws – serie TV, un episodio (1960)
- The Tab Hunter Show – serie TV, un episodio (1960)
- Angel – serie TV, un episodio (1960)
- Maverick – serie TV, 2 episodi (1960)
- Laramie – serie TV, un episodio (1960)
- The Andy Griffith Show – serie TV, 80 episodi (1961-1967)
- La valle dell'oro (Klondike) – serie TV, episodio 1x13 (1961)
- Michael Shayne – serie TV episodio 1x22 (1961)
- Mister Ed, il mulo parlante (Mister Ed) – serie TV, un episodio (1961)
- The Joey Bishop Show – serie TV, un episodio (1961)
- The Tall Man – serie TV, un episodio (1961)
- Ai confini della realtà (The Twilight Zone) – serie TV, 2 episodi (1962-1963)
- Room for One More – serie TV, un episodio (1962)
- Pete and Gladys – serie TV, episodio 2x19 (1962)
- Thriller – serie TV, episodio 2x21 (1962)
- Frontier Circus – serie TV, un episodio (1962)
- Il colonnello Montgomery Klaxon (Calvin and the Colonel) – serie TV, 2 episodi (1962)
- Margie – serie TV, un episodio (1962)
- Alcoa Premiere – serie TV, un episodio (1962)
- The Wide Country – serie TV, episodio 1x06 (1962)
- The Many Loves of Dobie Gillis – serie TV, 2 episodi (1962)
- Harris Against the World – serie TV, un episodio (1965)
- Honey West – serie TV, episodio 1x16 (1965)
- Per favore non mangiate le margherite (Please Don't Eat the Daisies) – serie TV, un episodio (1966)